# Vali (fils de Loki)
Pour les articles homonymes, voir Vali.
Dans la mythologie nordique, Vali est un fils du dieu Loki et de la déesse Sigyn. Il serait donc le frère de Narfi. D'après le chapitre 50 de la partie Gylfaginning de l'Edda de Snorri, pour punir Loki du meurtre du dieu Baldr, Vali fut changé en loup par les dieux Ases et déchira son propre frère nommé « Nari ou Narfi ». Avec les boyaux de Narfi, les Ases attachèrent Loki pour le punir, et il restera enchaîné ainsi jusqu'à la bataille prophétique du Ragnarök.
L'épilogue en prose du poème eddique Lokasenna décrit également le supplice de Loki, toutefois Vali n'y est pas mentionné, et au lieu Nari et Narfi sont deux fils de Loki distincts, et les Ases attachent Loki avec les intestins de Nari, et transforment Narfi en loup.
Dans Skáldskaparmál 16, un certain Ali est mentionné comme fils de Loki. Il s'agit vraisemblablement d'un autre nom pour Vali et serait issu d'une confusion de la part de l'auteur Snorri Sturluson, puisque le dieu également appelé Vali porte l'autre nom Ali.